# Opiona facetia
Opiona facetia är en mångfotingart som beskrevs av Gardner och Shelley 1989. Opiona facetia ingår i släktet Opiona och familjen Caseyidae. Inga underarter finns listade i Catalogue of Life.